# Митрополит милешевски Атанасије
Атанасије (световно Светко Ракита; Јањ код Шипова, 7. новембар 1957) је архиепископ и митрополит милешевски. Бивши је епископ бихаћко-петровачки (2013—2017) и викарни епископ хвостански (1999—2013).

## Биографија
Епископ Атанасије (Светко Ракита) рођен је 7. новембра 1957. године у Јању код Шипова, ФНРЈ. Завршио је основну школу у Бабићима, а затим православну богословију у манастиру Крки. Замонашио се 7. маја 1977. године у Храму Светог архангела Михајла у манастиру Крка са 19 година, у завршном разреду богословије. Рукоположен је за ђакона 9. маја, а за презвитера 18. децембра исте године у Крки. Дипломирао је на Богословској академији Светог Владимира у Њујорку.
У септембру 1981. године започео је наставничку каријеру у Богословији у манастиру Крки. Послије двије године, 1983. године, премјештен је од Светог архијерејског синода у Богословију Светог Кирила и Методија у Призрену гдје је предавао једанаест година (до 1994). Тамо се зближио са епископом рашко-призренским Павлом Стојчевићем (потоњим патријархом српским) и био његов сарадник. На позив патријарха у јесен 1994. године прешао је у Београд гдје је радио као асистент код епископа захумско-херцеговачког Атанасија (Јевтића) на Православном богословском факултету.

## Епископ
За викарног епископа хвостанског изабран је маја 1999. године за вријеме НАТО бомбардовања. Био је помоћни епископ патријарху српском и предсједник Одбора за вјеронауку Архиепископије београдско-карловачке. Четрнаест година касније, Свети архијерејски сабор на свом редовном засједању 1. јуна 2013. изабрао га је за епархијског епископа бихаћко-петровачког будући да је дотадашњи епископ Хризостом (Јевић) изабран за епископа зворничко-тузланског. Епископ Атанасије је уједно обављао и дужност епископа војног.
На редовном засједању Светог архијерејског сабора од 14. до 24. маја 2017. године епископ бихаћко-петровачки Атанасије (Ракита) изабран је за епископа упражњене Епархије милешевске након умировљења епископа Филарета (Мићевића). Устоличен је 6. августа 2017. године у манастиру Милешеви, а у епископски трон га је увео патријарх српски Иринеј. Четврти је епископ милешевски од оснивања епархије 1992. године.